# سلمة بن مسلم الصحاري
سلمة بن مسلم الصحاري العَوْتَبي (العَتبي) (440 - 512 هـ)، عالم ومؤرِّخ عربي عُماني.

## اسمه ونسبه
هو أبو المُنذِر، سلمة بن مسلم بن إبراهيم العوتبي (العتبي)، جاءت نسبته العوتبي أو العتبي إلى قرية عَوْتَب بولاية صحار في سلطنة عُمان. وهو عالم عُماني وله مؤلفات عديدة في الفقه واللغة والأنساب والتاريخ.

## حياته ونشأته
يرد في الموسوعة العمانية أن العتبي نشأ بين القرن الخامس الهجري، ولكن يرد في الموسوعة أن الآراء حول تحديد الحِقبة التي عاش فيها العتبي متباينة. فمنهم من قدَّرها بأواخر القرن الثالث الهجري وبداية القرن الرابع الهجري، مستندين إلى الحِقبة التي حدَّدها المؤلف في كتاب الأنساب. في حين قال ذكر بعضُ الباحثين أنه عاش في القرن الخامس وأوائل القرن السادس الهجري، وذلك لنقله عن ابن حزم الأندلسي الذي توفي عام 456 هجرية، ونقله أيضًا عن أبي حامد محمد الغزالي الذي توفي عام 505 هجرية.
يعد العوتبي من علماء المدرسة الرستاقية التي ازدهرت فيها العلوم في القرن الخامس الهجري. ومن أبرز العلماء الذين عاصرهم:
1. أبوبكر أحمد بن عمر بن أبي جابر المنحي 502 هجرية
2. أبوبكر أحمد بن المفضل 504 هجرية
3. محمد بن إبراهيم بن سليمان الكندي النزوي 508 هجرية
4. نجاد بن موسى بن نجاد المنحي 513 هجرية
5. أبو علي الحسن بن أحمد بن نصر الهجاري502 هجرية

## أبرز مؤلفاته
1. كتاب الإبانة في اللغة: يقع في 4 مجلدات، وهو كتاب لغوي يعد مرجعًا لدارسي اللغة العربية. وهو مصنف ضخم، يضم صنوفا من علوم اللغة العربية والأشعار وعلم التفسير والحديث. وأبرز ما يميز الكتاب الشواهد الشعرية والأمثال التي أولاها اهتماما بالغاً. حيث قام بتعريفها وتمحيصها وبيان مكانتها وأهميتها في تطور المجتمعات، وَقد وضَعَهُ العتبي أساسًا في أصول لغة العرب، وأقامه على مناقشة مسائل العربية وقضاياها، ورَتَّبَ مادته على حروف المعجم ليسهل الرجوع إليها.
طُبِعَ الكتابُ مُحقَّقًا تَحْقيقًا علميًّا رصينًا، وقامت بتحقيقه لَجْنةٌ أردنية ضَمَّتْ كُلاً من الدكاترة: عبد الكريم خليفة، ونُصْرَتْ عبدالرَّحْمَن، وصلاح جرار، ومُحَمَّد حسن عَوَّاد، وجاسر أبو صفية؛ من أعضاء مَجْمَعِ اللغة العربية الأردنِيّ، وصَدَر الكتاب في أربعة مُجَلَّدَاتٍ ضخمة وبِحُلَّةٍ قشيبة عن وزارة التراث القومي والثقافة بسلطنة عُمان سنة 1420هـ/ 1999م.
2. كتاب الأنساب: تعقب مادَّة الكتاب الأصول والأنساب البشرية بدءًا من بدء الخليقة وحتى العصر الإسلامي، حيث عرض أصول القبائل العربية من عدنانية وقحطانية، ولكنه أولى اهتماما خاصاً بأصول ونسب القبائل العمانية.